# Réal Cayouette
Réal Cayouette, ou Joseph Réal-Alphonse Cayouette, né le 1er janvier 1862 à Sainte-Claire au Québec et décédé le 12 avril 1919, est un homme d'Église catholique québécois. Il fut successivement curé des paroisses de Saint-Damase de 1888 à 1893, de Saint-Clément de 1893 à 1895, de Notre-Dame-des-Sept-Douleurs de 1895 à 1899 et de Saint-Mathieu-de-Rioux de 1899 jusqu'à son décès.

## Biographie
Réal Cayouette est né le 1er janvier 1862 à Sainte-Claire au Québec de J.E. Cayouette et Philomène Richard,. Il étudia à l'école normale Laval de Québec. Le 17 décembre 1881, il fut officiellement transféré du diocèse de Québec au diocèse de Rimouski. De 1882 à 1885, il étudia la théologie au grand séminaire de Rimouski.
Le 19 septembre 1885, il fut ordonné prête à Rimouski par l'évêque Jean Langevin. Le 30 septembre suivant, il fut nommé vicaire à L'Isle-Verte. Le 18 mars 1886, il commença la même fonction au Bic,.
Le 14 janvier 1888, à l'âge de 26 ans, il fut nommé curé de la paroisse de  Saint-Damase dans La Matapédia où fit rénover la chapelle de Saint-Damase en redimensionnant le jubé pour qu'il soit plus standard, en lambrissant la voûte, en posant des tapisseries sur les murs, en installant des nouveaux bancs pour remplacer les sièges disparates qui étaient utilisés depuis l'inauguration de la chapelle en 1877, en doublant les fenêtres et en érigeant un clocheton pour recevoir la cloche qui était gardée jusque-là sur un chevalet,,. Le 28 mars 1890, il reçut également juridiction pour les paroisses environnantes. À l'automne de la même année, il bénit la première croix de chemin érigée à Saint-Damase à l'intersection du rang 9 et de la route de l'Église. En juillet 1891, il fit entreprendre la construction d'un presbytère ; jusque-là les curés résidaient dans un endroit aménagé dans le sous-sol de la sacristie. Durant sa cure à Saint-Damase, fit acheter un harmonium pour la chapelle, des vases sacrés pour le culte et des livres pour la bibliothèque paroissiale.
Le 25 septembre 1893, il fut transféré à la cure de la paroisse de Saint-Clément dans Les Basques,. Le 9 septembre 1895, il fut nommé curé de la paroisse de Notre-Dame-des-Sept-Douleurs sur l'île Verte,.
Le 26 décembre 1899, il nommé curé de la paroisse de Saint-Mathieu-de-Rioux,. Le 27 octobre 1917, il est nommé présidence la conférence ecclésiastique du district no 3. Il meurt le 12 avril 1919 à Saint-Mathieu-de-Rioux et fut inhumé le 16 avril suivant,,.

## Annexe